# Acosmeryx naga
Acosmeryx naga is een vlinder uit de familie van de pijlstaarten (Sphingidae). De wetenschappelijke naam van de soort werd in 1858 gepubliceerd door Frederic Moore.

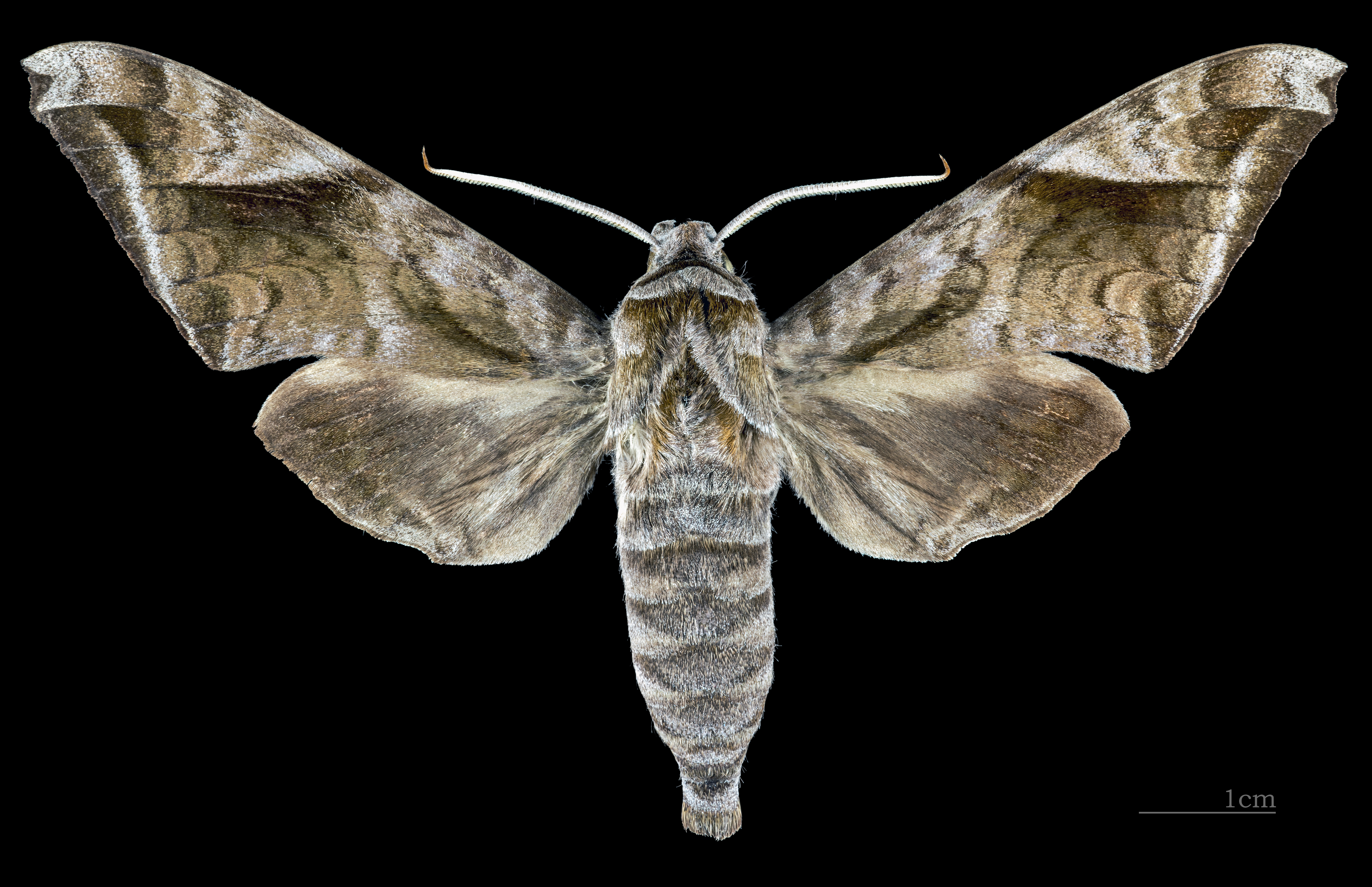
Acosmeryx naga naga  ♂
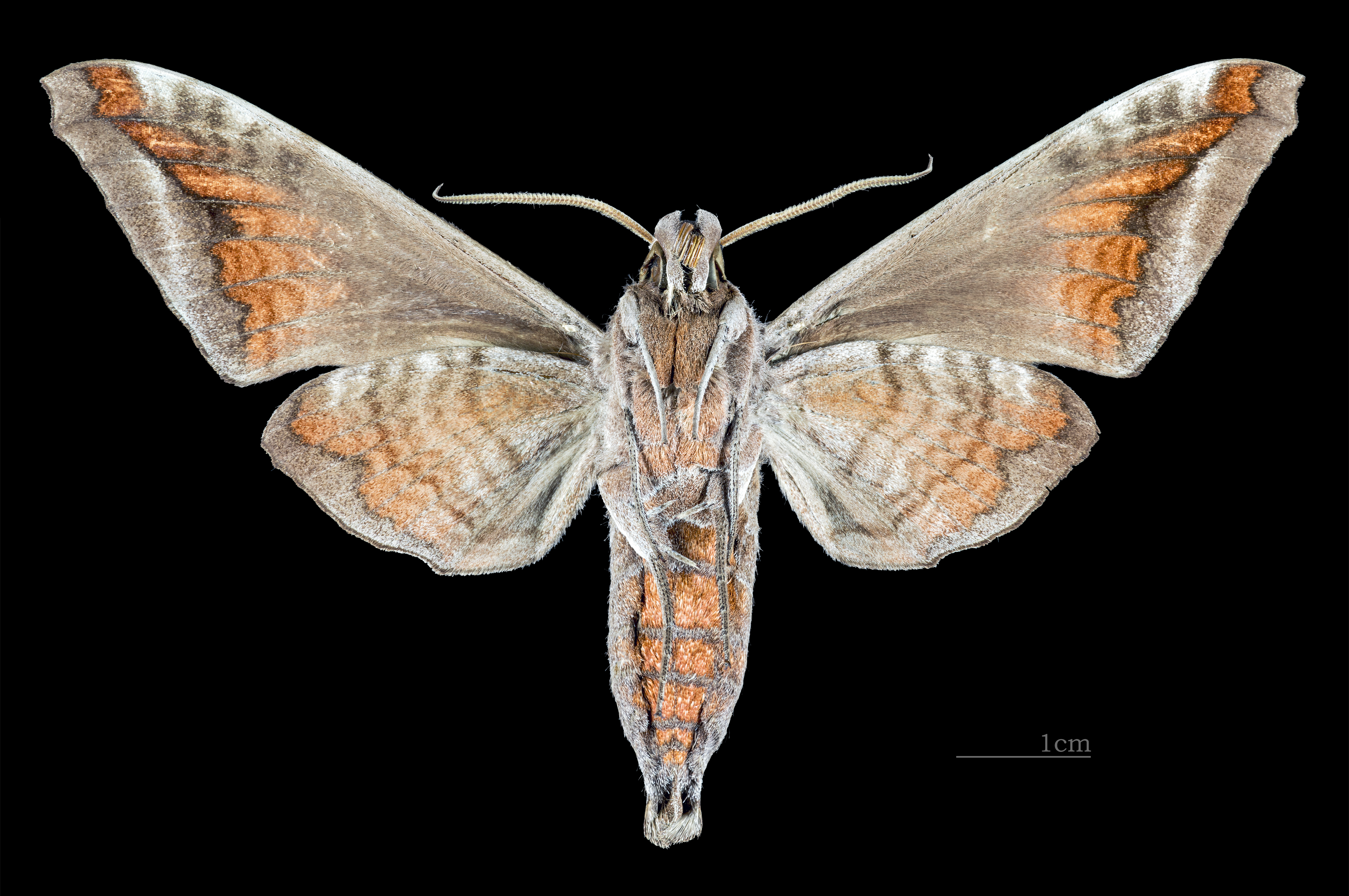
Acosmeryx naga naga ♂ △